# Literatur in Bayern
Literatur in Bayern. Zeitschrift für Literatur und Kultur (Abkürzung LiB) ist eine seit 1985 erscheinende deutsche Literatur- und Kulturzeitschrift. Auf circa 48 Seiten pro Ausgabe erscheinen Beiträge, die sich mit Personen und Gegenständen der Literatur in Bayern und ihrer Geschichte beschäftigen. Außerdem werden Rezensionen, Ausstellungsbesprechungen, Auszüge aus Prosa- und Lyrikwerken sowie wissenschaftliche Beiträge und Aufsätze abgedruckt. Die Literatur in Bayern ist eines der wichtigsten Organe für bayerische Literatur.

## Geschichte
Die Zeitschrift wurde 1985 von Dietz-Rüdiger Moser, langjähriger Lehrstuhlinhaber für bayerische Literatur- und Kulturgeschichte an der Ludwig-Maximilians-Universität, gegründet, der mit seiner Mitarbeiterin Carolin Raffelsbauer bis zu seinem Tod 2010 Herausgeber, Redaktionsleiter und Autor der Zeitschrift ist. Anschließend wurde die Zeitschrift von Carolin Raffelsbauer zusammen mit dem Schriftsteller und Literaturwissenschaftler Gerd Holzheimer herausgegeben, seit 2012 ist Holzheimer alleiniger Herausgeber. Er führt die Zeitschrift mit Unterstützung der  Freunde der Literatur in Bayern e. V.  Ohne im engeren Sinne akademisch zu sein, ist sie ein Spiegel bayerischer Literatur und gleichzeitig benachbarter Künste. Sie erlaubt sich, durchaus auch unterhaltsam zu sein. Ab Ausgabe 119 im 30. Jahrgang erscheint die Zeitschrift im Allitera Verlag.

## Themen
Schon im Titel eröffnet die Zeitschrift Literatur in Bayern Raum für jede Art von Literatur, die in Bayern spielt, geschrieben wird und von diesem Land handelt. Thomas und Heinrich Mann gehören ebenso dazu wie Michael Ende oder Herbert Rosendorfer. Und natürlich all die Autoren, die heute in Bayern und über diese Region schreiben, bekannte und auch noch weniger bekannte, etwa Friedrich Ani oder Maria Magdalena Leonhard. Die LiB bedient sowohl das wissenschaftliche Publikum als auch interessierte Laien.  Mit zahlreichen Bildern und Illustrationen versehen bietet sie einen Querschnitt durch die bayerische Literaturlandschaft.

### Herausgeber
- Gerd Holzheimer (Schriftsteller, Literaturwissenschaftler)

### Redaktion
- Klaus Hübner (Publizist)
- Brigitta Rambeck (Literaturwissenschaftlerin, Künstlerin)
- Michael Stephan (Leiter des Münchner Stadtarchivs)
- Renée Rauchalles (Künstlerin, Schriftstellerin)
- Gernot Eschrich
- Hannes S. Macher
- Pia-Elisabeth Leuschner (Lyrik Kabinett München)

### Berater
- Bernhard M. Baron (Malta)
- Herbert Zeman (Wien)